# Dornhai

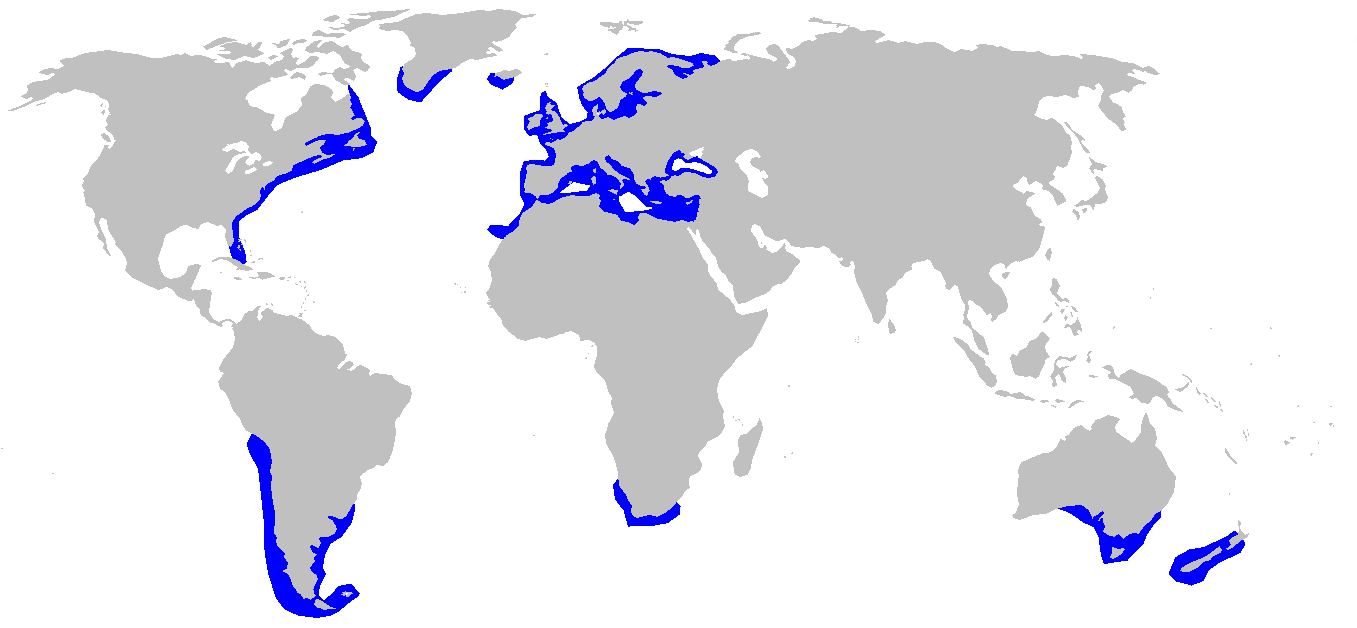
Das Verbreitungsgebiet des Dornhais

Der Dornhai (Squalus acanthias) ist ein Hai aus der Familie der Dornhaie (Squalidae) – es ist eventuell die individuenreichste Haiart.
Der Dornhai hat einen schlanken, langgestreckten Körper mit spitzer Schnauze. Die Farbe von Rücken und Flanken variiert von dunkelgrau bis braun mit weißen Flecken, die Bauchseite ist hell. Vor jeder seiner beiden Rückenflossen befindet sich ein spitzer Dorn – daher der Name –, der über eine Furche mit einer Giftdrüse verbunden ist. Dornhaie werden etwa einen Meter lang und erreichen ein Gewicht von bis zu zehn Kilogramm, selten darüber. Sie leben in einer Tiefe von 50 bis 200 Metern und traten in früheren Zeiten weltweit in gewaltigen Schwärmen auf.
Dornhaie können über 20 Jahre alt werden. Erst nach zehn Jahren werden sie geschlechtsreif. Die Weibchen sind dann etwa 75 bis 90 Zentimeter, die Männchen 60 bis 80 Zentimeter lang. Nach der inneren Befruchtung durch Kopulation bilden sich im Weibchen Eikapseln mit bis zu sechs Eiern. Die Embryonen schlüpfen bereits im Mutterleib aus ihren Eikapseln und entwickeln sich in der Gebärmutter (dem Uterus) bis zur Geburtsgröße von 20 bis 30 Zentimetern (Ovoviviparie). Nach 18 bis 22 Monaten werden etwa zwei bis elf Junge geboren.
Aufgrund dieser langsamen Vermehrung sind sie, wie alle anderen Haiarten auch, besonders durch Überfischung bedroht und stehen auf der Roten Liste gefährdeter Arten. In der EU besteht ein Verbot der gezielten Befischung für den SEAFO-Übereinkommensbereich.
Das Fleisch ist wie bei allen Knorpelfischen grätenfrei; die Rückenstücke des Dornhais kommen in Deutschland als Seeaal auf den Markt, die Bauchlappen werden geräuchert als Schillerlocken gehandelt, obwohl die Bestände im Nordatlantik um 95 Prozent zurückgegangen sind.  Andere Namen für im deutschsprachigen Raum angebotene Haiprodukte sind Kalbsfisch, Speckfisch, Karbonadenfisch, Königsaal, Seestör oder Steinlachs (Englisch: Rock Salmon).
Das Muskelfleisch des Hais ist meist stark mit Methylquecksilber belastet. Nach einer Studie des Instituts für Toxikologie an der Christian-Albrechts-Universität zu Kiel überschreitet zum Beispiel eine Portion von 150 g Schillerlocken die duldbare Tagesdosis für Erwachsene um das Zehnfache.